# Emmanuel Servais
Lambert Joseph Emmanuel Servais, més conegut com a Emmanuel Servais, (Mersch, 11 d'abril de 1811 - Bad Nauheim, 17 de juny de 1890) va ser un jurista i polític luxemburguès. Va ocupar nombrosos càrrecs d'importància nacional, sobre tot el que es trobava en servir com el cinquè Primer ministre de Luxemburg, durant set anys, del 3 de desembre 1867 fins al 26 de desembre 1874.
Després de ser primer ministre, va ser llarg temps alcalde de la ciutat de Luxemburg, va exercir càrrecs després de la seva sortida de la presidència, el 1875, fins a la seva mort, el 1890. Servais també va ser successivament President del Consell d'Estat (1874- 1887) i President de la Cambra de Diputats (1887-1890). Cap més persona ha tingut tres d'aquestes quatre posicions a Luxemburg.

## Educació
Servais va ser educat en l'Ateneu de Luxemburg, on va destacar acadèmicament, acabant primer de la seva classe en els seus dos últims anys de l'escola. Després de deixar l'Ateneu, el 1828, va estudiar dret a la Universitat de Gant. Tanmateix, es va veure obligat a abandonar després d'un any, el 1830, per la commoció causada per la Revolució belga. En lloc seu, se'n va anar a París, on es va graduar el 1831.

## Vidal personal
Es va casar amb la seva cosina, Anne Justine Elisa Boch (1819-1860) el 16 de novembre de 1841. A través de la família Boch, i la família de la mare d'Anne (la Richards), Servais es casava en una trama política que també va incloure les famílies Thilges, Pescatore, Northomb, d'Huart i de Premorel.
El seu fill, Émile Servais, passaria a liderar una frustrada revolta comunista el 9 de gener 1919.

## Carrera política
A partir del 8 de setembre de 1836 fins al tercer repartiment de Luxemburg, el 1839, va representar el cantó de Mersch al consell provincial de Luxemburg. Al mateix any, va establir, amb Victor Tesch, la revista l'Echo du Luxembourg, que va parèixer per primera vegada el 21 de desembre de 1836. Servais va utilitzar la publicació per promoure els seus interessos polítics, en particular la millora dels enllaços de transport, un exemple dels quals va ser la construcció d'una carretera permanent entre Ettelbruck i Bastogne.
Servais es trobava entre un grup que, el 5 de maig de 1838, va fundar la Societat Patriòtica Central de Luxemburg, que es va oposar al Primer Tractat de Londres. El Tractat concedia dos terços del gran ducat a Bèlgica, va separar Mersch d'Arlon i Bastogne i, per tant, va dividir en dos el cantó de Servais- Tanmateix, els seus esforços van ser en va, ja que el Tractat va ser acceptat tant per la Cambra de Representants i el Senat. Servais va romandre en el disminuït gran ducat, i va ser nomenat a la juriscendencia a l'agost de 1839.
Després de la partició i la dissolució del Regne Unit dels Països Baixos, la constitució va ser esmenada per permetre l'auto-govern. El 3 d'agost de 1841, Servais va ser nomenat un dels nou representants de Luxemburg que es van reunir a La Haia per assessorar al Rei-Gran Duc a la seva formulació. Pel seu treball, se li va concedir el grau de Commandant de l'Orde de la Corona de Roure. Al marc del nou acord, el poder va passar al Consell d'Estat, que es va estrenar el 1842. Una vegada més, Servais va representar Mersch, juntament amb Théodore Pescatore i Claude Clément. Al Consell, va ser notable per ésser relativament un extremista i revolucionari liberal.
Es va mostrar molt prominent a la promoció moderada del pressupost, i va liderar la campanya –sense èxit– per reduir la llista civil en un terç. La seva altra qüestió principal va ser l'ensenyament. L'escola primària estava regulada per l'estat per primera vegada el 1843, i l'abast de l'Església Catòlica Romana a la instrucció era anatema per al Servais radical. Així mateix, quan es va discutir el tema de l'educació secundària, Servais va argumentar que el Concordat de 1801 i els articles orgànics van ser anul·lats per la Constitució belga de 1831, per la qual cosa el Govern luxemburguès no estava obligat amb l'Església catòlica.

## Honors
Honors i condecoracions rebudes:
- Bèlgica: Orde de Leopold (Gran Creu, 1869)
- França: Legió d'Honor (Comandant, 1868)
- Luxemburg: Orde de la Corona de Roure (Gran Creu, 1867)
- Els Països Baixos: Orde del Lleó Neerlandès (Gran Creu, 1855)
- Prússia: Orde de l'Àguila Roja (Segona classe, 1865)